# میگزوم قلبی
میگزوما (یا میکسوم) به انگلیسی: (myxoma) یک تومور نادر خوش خیم قلب است. میگزوم شایع‌ترین تومور اولیه قلبی در بزرگسالان است و بیشتر در دهلیز چپ مشاهده می‌شود. میگزوم ممکن است در حفره‌های دیگر قلب نیز ایجاد شود.  تومور از سلول‌های مزانشیمی چندگانه حاصل می‌شود.  

## علل
میگزوم شایع‌ترین نوع تومور اولیه قلب بزرگسالان است.  بیشتر میگزوم‌ها به صورت پراکنده (۹۰٪) پدید می‌آیند و به نظر می‌رسد تنها حدود ۱۰٪  که به دلیل وراثت ایجاد می‌شوند. 
تقریباً ۱۰٪ میکسوم‌ها مانند سندرم کارنی به ارث می‌رسند. اینگونه تومورها میکسوم خانوادگی نامیده می‌شوند. این‌ها معمولاً در بیش از یک قسمت از قلب به طور همزمان رخ می‌دهند، و اغلب در سنین جوانی نسبت به سایر میگزوم‌ها علائم ایجاد می‌کنند. اختلالات دیگر در افراد مبتلا به سندرم کارنی شامل میگزومای پوست، پرکاری غدد درون ریز و ... .  میکسوم در زنان شایع‌تر از مردان است. 

## علائم و نشانه‌ها
علائم ممکن است در هر زمان اتفاق بیفتد، اما بیشتر اوقات با تغییر وضعیت بدن همراه است. میکسوم‌های پایه‌دار می‌توانند "اثر توپ متلاشی کننده" (wrecking ball effect) داشته باشند، زیرا منجر به ایجاد استاز (ایستاییِ خون) می‌شوند و در نهایت ممکن است دچار آمبولی شوند. علائم ممکن است شامل موارد زیر باشد:
- تنگی نفس در فعالیت
- پلاتی‌پنه - مشکل تنفس در حالت قائم با تسکین در وضعیت خوابیدن به پشت
- تنگی نفس شبانه پاروکسیسمال - مشکل تنفس هنگام خواب
- سرگیجه
- غش
- تپش قلب - احساس کردن ضربان قلب
- درد قفسه سینه یا احساس فشردگی
- مرگ ناگهانی (که در این حالت بیماری یافته کالبد شکافی است)

علائم و نشانه‌های میکسوم دهلیزی چپ اغلب تنگی میترال را تقلید می‌کنند. علائم عمومی نیز ممکن است وجود داشته باشد، مانند:
- سرفه کردن
- ادم ریه، به علت ماندن خون در شریان ریوی و بعد از افزایش فشار در دهلیز چپ و اتساع دهلیز.
- هموپتیزی
- تب
- کاشکسی - کاهش وزن غیر ارادی
- ناراحتی عمومی (ضعف (malaise))
- درد مفاصل
- تغییر رنگ آبی پوست به خصوص انگشتان در اثر فشار، سرما و استرس تغییر رنگ می‌دهد (پدیده رینود)
- کلابینگ - انحنای ناخنها همراه با بزرگ شدن بافت نرم انگشتان
- تورم - هر بخشی از بدن
- سوفل قلبیِ پره‌ستولیک

این علائم عمومی ممکن است علائم اندوکاردیت عفونی را نیز تقلید کند.

## تشخیص
پزشک با استتوسکوپ به قلب گوش می‌دهد. ممکن است صدای "تومور پلاپ (tumor plop)" (صدایی مربوط به حرکت تومور)، صداهای غیر طبیعی قلب یا سوفلیی شبیه به رامبل میانی دیاستولیک تنگی میترال شنیده شود. ممکن است وقتی بیمار موقعیت را تغییر می‌دهد این صداها تغییر کنند.
میکسوم دهلیزی راست به ندرت علائم ایجاد می‌کند مگر عرض آن‌ها حداقل ۱۳ سانتی متر (حدود ۵ اینچ) رشد کند.
ارزیابی‌های تصویربرداری شامل:
- اکوکاردیوگرام و مطالعه داپلر
- گرافی ساده قفسه سینه
- سی تی اسکن قفسه سینه
- MRI قلب
- آنژیوگرافی قلب چپ
- آنژیوگرافی قلب راست
- ECG ممکن است فیبریلاسیون دهلیزی را نشان دهد
- آزمایش خون: FBC ممکن است کم خونی و افزایش WBCs (گلبول‌های سفید) را نشان دهد. معمولاً میزان رسوب گلبول‌های قرمز (ESR) افزایش می‌یابد.

اکوکاردیوگرام میکسوم دهلیزی
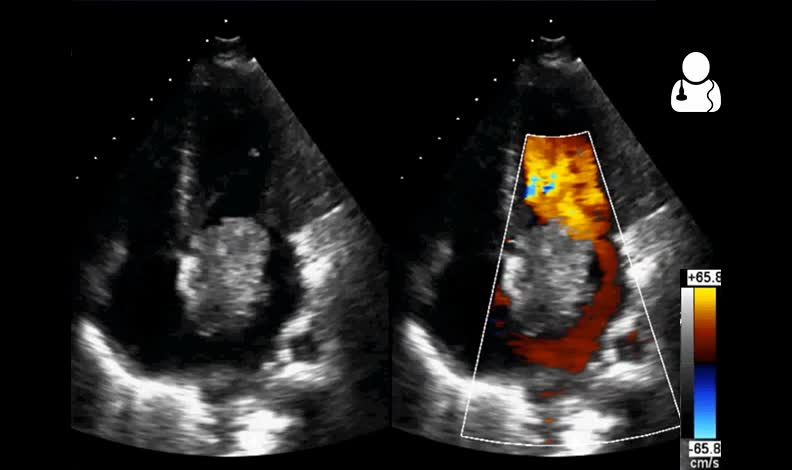
اکوکاردیوگرام که میكسوم دهلیزی را نشان می‌دهد.
- اکوکاردیوگرام که میكسوم دهلیزی را نشان می‌دهد. [۵]

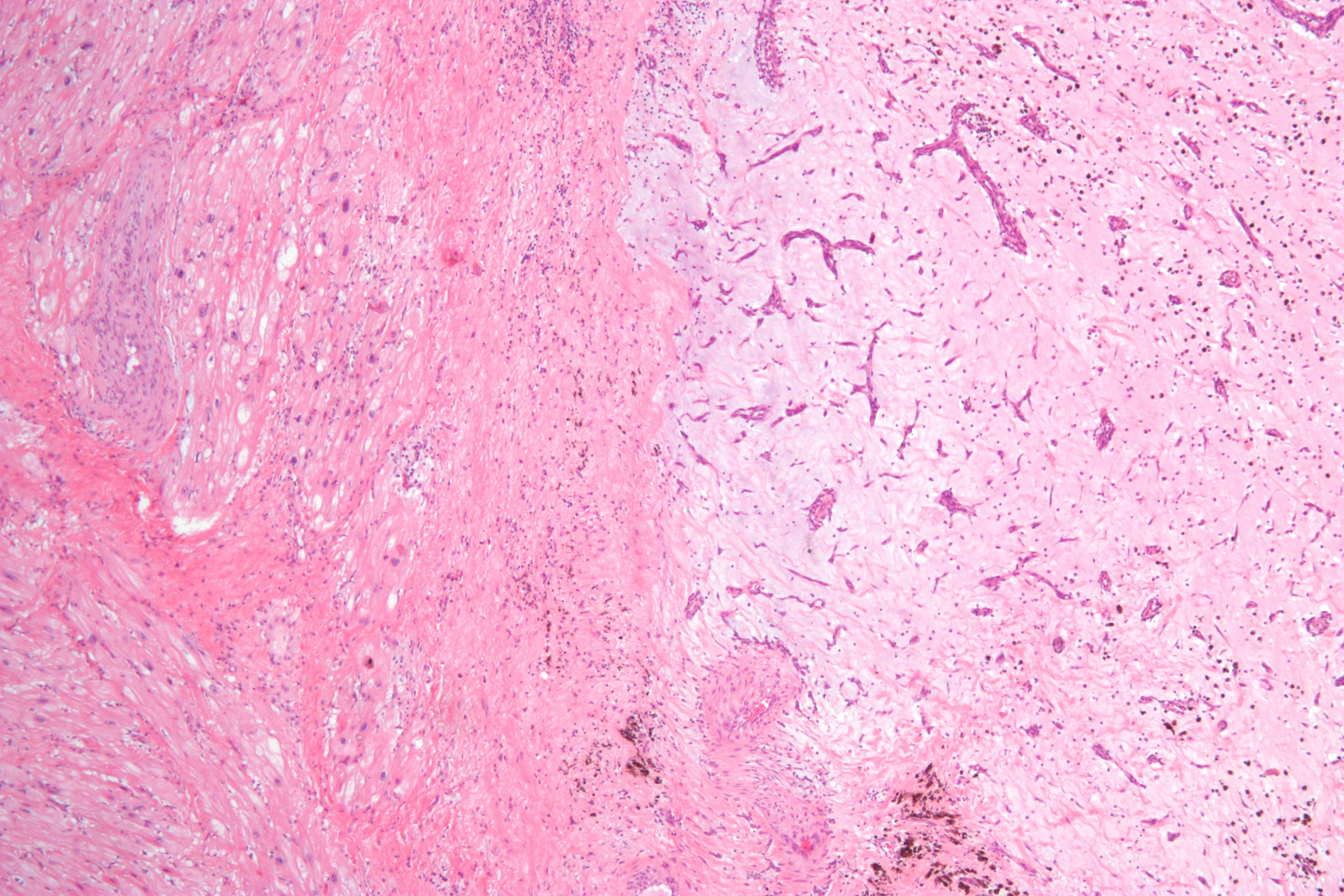
میكسوم و میوكارد دهلیزی. رنگ‌آمیزی H&E
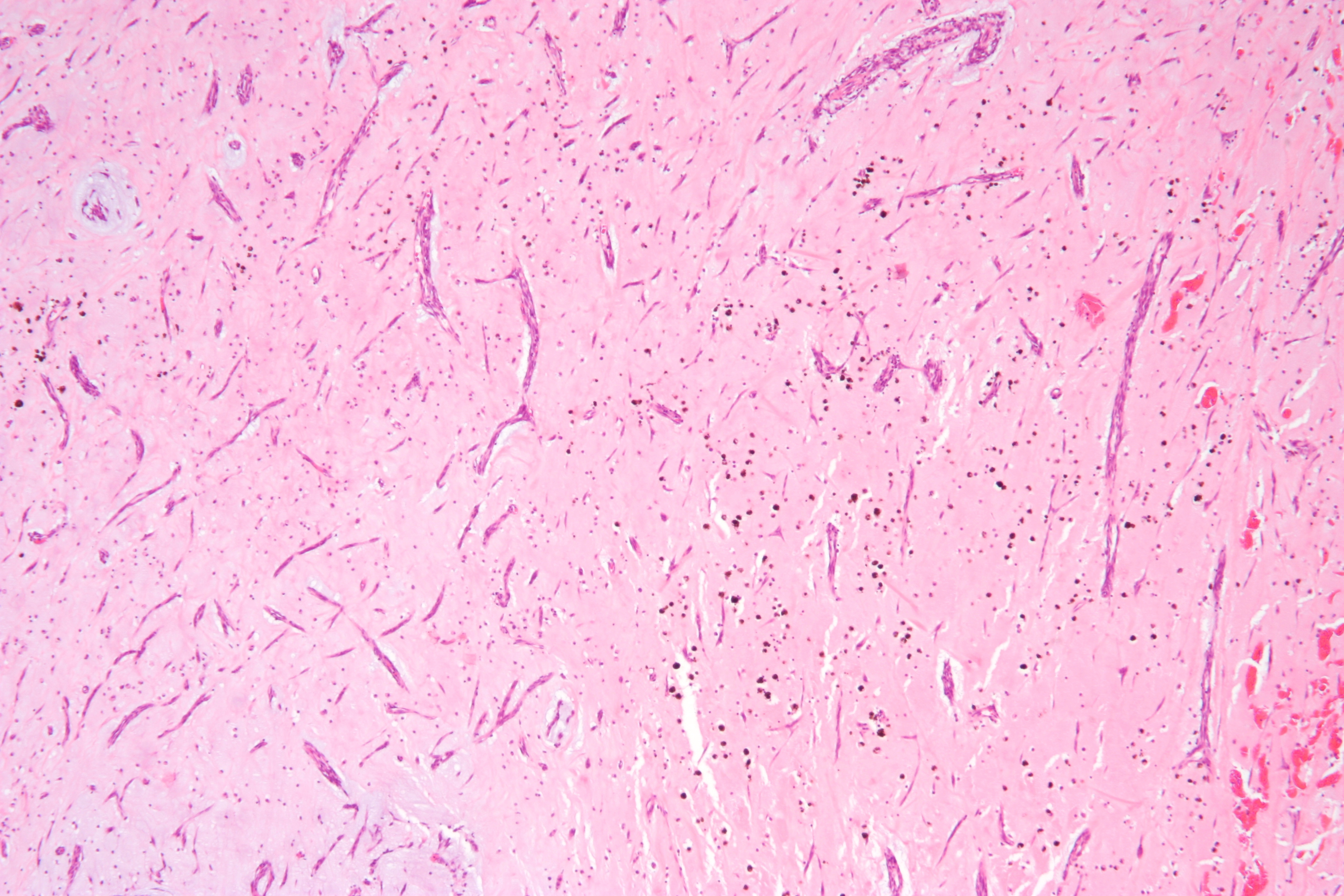
میكسوم دهلیزی رنگ‌آمیزی H&E
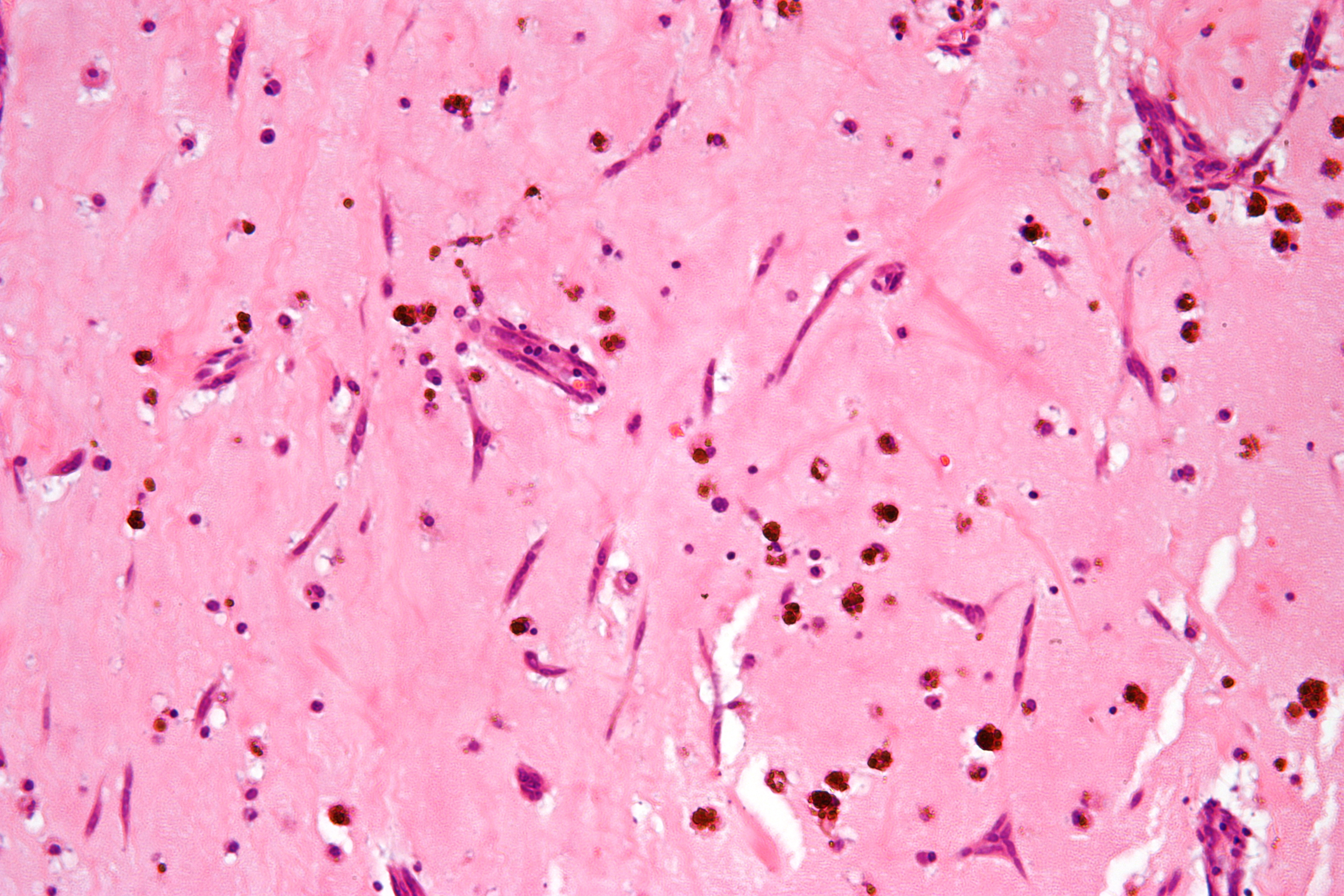
میكسوم دهلیزی رنگ‌آمیزی H&E
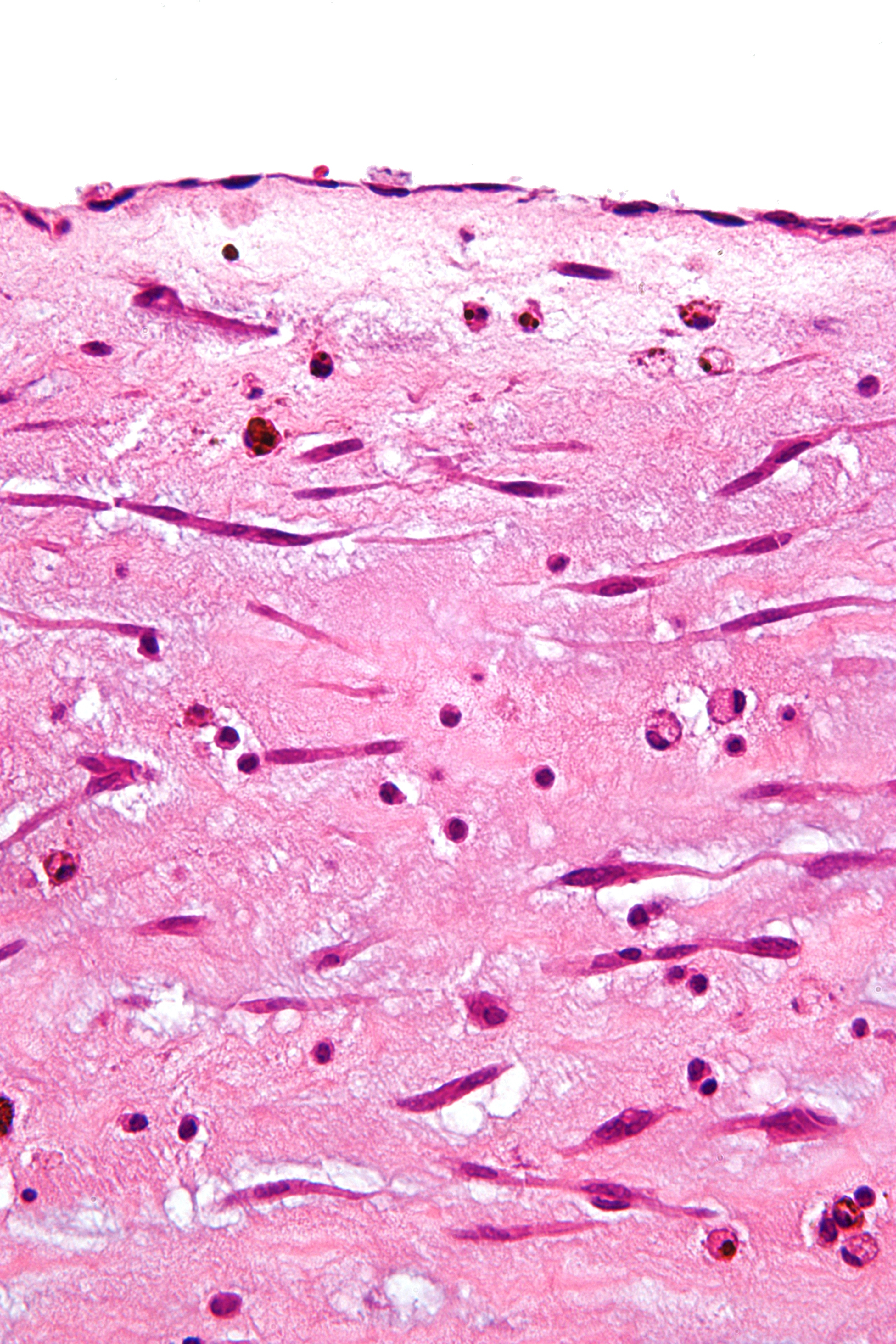
میكسوم دهلیزی كه توسط اندوتلیوم پوشیده شده است. لکه H&E

## پیش آگهی

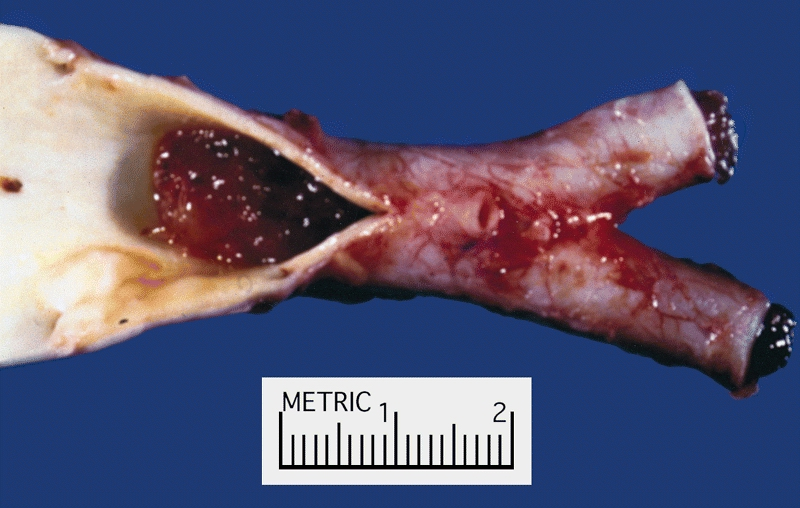
یک قطعه آمبولی شده از یک میکسوم دهلیزی در کوفتگی مجرای ایلیاک.

اگرچه میکسوم، بدخیم و با خطر متاستاز همراه نیست، اما وجود عوارض شایع است. بدون درمان، میکسوم می‌تواند منجر به آمبولی شود (سلول‌های تومور جدا شده و با جریان خون سفر می‌کنند). قطعات میکسوم می‌توانند به مغز، چشم یا اندام منتقل شوند.
اگر تومور در داخل قلب بزرگ شود، می‌تواند جریان خون را از طریق دریچه میترال مسدود کرده و باعث علائم تنگی میترال یا نارسایی میترال شود، که البته ممکن است برای جلوگیری از مرگ ناگهانی نیاز به عمل جراحی اضطراری داشته باشد.